# Pınarkaya, Ayrancı
Pınarkaya là một xã thuộc huyện Ayrancı, tỉnh Karaman, Thổ Nhĩ Kỳ. Dân số thời điểm năm 2011 là 344 người.